# ديديما سوزا ليما
ديديما سوزا ليما (بالبرتغالية: Dedimar Souza Lima‏) (27 يناير 1976 في البرازيل – )؛ هو لاعب كرة قدم سابق كان يلعب كمدافع.

## وصلات خارجية
- ديديما سوزا ليما على موقع الاتحاد الدولي (مؤرشف)  (الإنجليزية)
- ديديما سوزا ليما على موقع رابطة كرة القدم اليابانية للمحترفين (اليابانية)
- ديديما سوزا ليما على موقع قاعدة بيانات كرة القدم.إي يو (الإنجليزية)
- ديديما سوزا ليما على موقع Soccerway.com (الإنجليزية)
- ديديما سوزا ليما على موقع عالم كرة القدم.نت (الإنجليزية)